# Pănet
Pănet (Hongaars: Mezőpanit) is een comună in het district Mureş, Transsylvanië, Roemenië. De gemeente is opgebouwd uit vijf dorpen, namelijk:
- Berghia (Mezőbergenye)
- Cuieşd (Székelykövesd)
- Hărţău (Harcó)
- Pănet (Mezőpanit)
- Sântioana de Mureş (Csittszentiván)

De gemeente ligt helemaal aan de westflank van het etnisch Hongaarstalige gebied Szeklerland. 

## Demografie
In 2002 telde de comună zo'n 5.994 inwoners, in 2007 waren dit er 6.132. Dat is een stijging met 138 inwoners (+2,3%) in vijf jaar tijd. Pănet heeft een absolute Szeklers-Hongaarse meerderheid. Volgens de volkstelling van 2007 waren er 6.132 inwoners, waarvan er 4.975 (81,1%) Hongaren waren.
Volgens de volkstelling van 2011 hadden vier van de vijf dorpen een Hongaarse meerderheid, slechts het dorp Cuieşd (Székelykövesd) heeft een relatieve Hongaarse meerderheid (48,3%). 

## Galerij

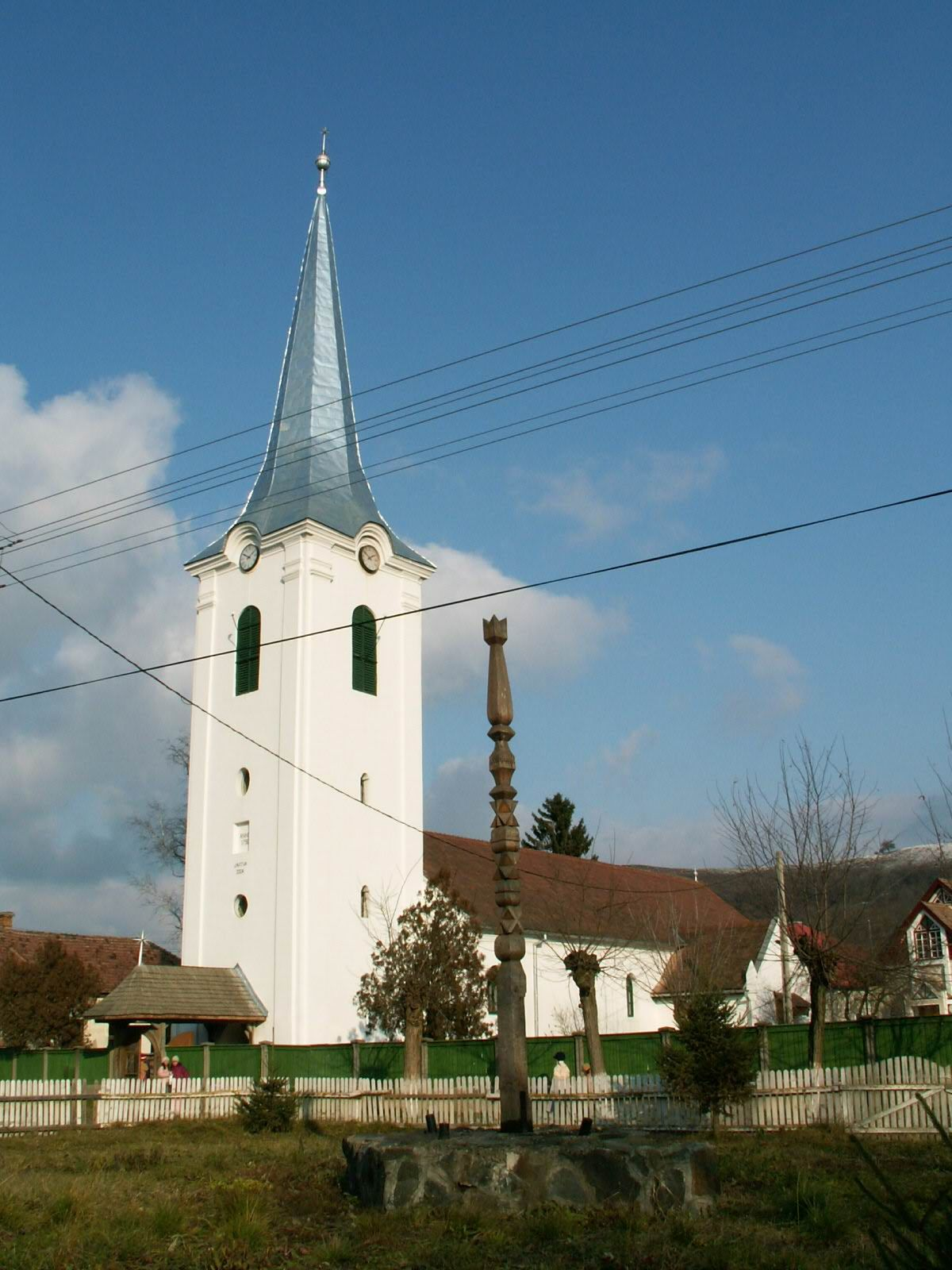
De kerk van Pănet